# Javier Carvallo Contreras
Javier Henry Carvallo Contreras (Oruro, 1963) es un montañista boliviano que alcanzó la cima del Monte Everest el 13 de mayo de 2011.